# Myomimus setzeri
Myomimus setzeri is een zoogdier uit de familie van de slaapmuizen (Gliridae). De wetenschappelijke naam van de soort werd voor het eerst geldig gepubliceerd door Rossolimo in 1976.